# Liste der Biografien/Tik
Liste der Biografien |
Portal Biografien |
Personensuche
# |
A |
B |
C |
D |
E |
F |
G |
H |
I |
J |
K |
L |
M |
N |
O |
P |
Q |
R |
S |
T |
U |
V |
W |
X |
Y |
Z |
?
 
Ta |
Tc |
Te |
Tf |
Tg |
Th |
Ti |
Tj |
Tk |
Tl |
Tm |
To |
Tq |
Tr |
Ts |
Tu |
Tv |
Tw |
Tx |
Ty |
Tz
 
Tia |
Tib |
Tic |
Tid |
Tie |
Tif |
Tig |
Tih |
Tii |
Tij |
Tik |
Til |
Tim |
Tin |
Tio |
Tip |
Tiq |
Tir |
Tis |
Tit |
Tiu |
Tiv |
Tiw |
Tix |
Tiy |
Tiz
Die Liste der Biografien führt alle Personen auf, die in der deutschsprachigen Wikipedia einen Artikel haben. Dieses ist eine Teilliste mit 34 Einträgen von Personen, deren Namen mit den Buchstaben „Tik“ beginnt.

## Tik

### Tika
- Tikader, B. K. (1928–1994), indischer Arachnologe
- Tikal, František (1933–2008), tschechoslowakischer Eishockeyspieler und -trainer
- Tikal, Steve (1933–1991), australischer Eishockeyspieler
- Tikaram, Ramon (* 1967), britischer Schauspieler fidschianisch-malaysischer Abstammung
- Tikaram, Tanita (* 1969), britische Sängerin

### Tikh
- Tikhomirov, Oleg (* 1989), russisch-deutscher Schauspieler

### Tiki
- Tikini, Ria (1810–1919), neuseeländische Hebamme maorischer Abstammung und mit 109 Jahren zu der Zeit die älteste Frau Neuseelands

### Tikk
- Tikk, Annika (* 1980), estnische Fußballspielerin
- Tikk, Raul (* 1970), estnischer Badmintonspieler
- Tikka, Kari (1946–2022), finnischer Komponist, Dirigent, Oboist und Librettist
- Tikka, Pertti (* 1955), finnischer Ski-Orientierungsläufer
- Tikkanen, Esa (* 1965), finnischer Eishockeyspieler und -trainer
- Tikkanen, Hans (* 1985), schwedischer Schachspieler
- Tikkanen, Johan Jakob (1857–1930), finnischer Kunsthistoriker
- Tikkanen, Marketta (* 1993), finnische Schauspielerin
- Tikkanen, Märta (* 1935), finnlandschwedische Schriftstellerin und Philosophie-Lehrerin
- Tikkanen, Päivi (* 1960), finnische Langstreckenläuferin
- Tikkanen, Robert (1888–1947), finnischer Sportschütze und Architekt

### Tikm
- Tikmers, Žoržs (* 1957), sowjetischer Ruderer

### Tikn
- Tıknaz, Ege (* 2004), türkischer FußballspielerEge Tıknaz (* 2004)

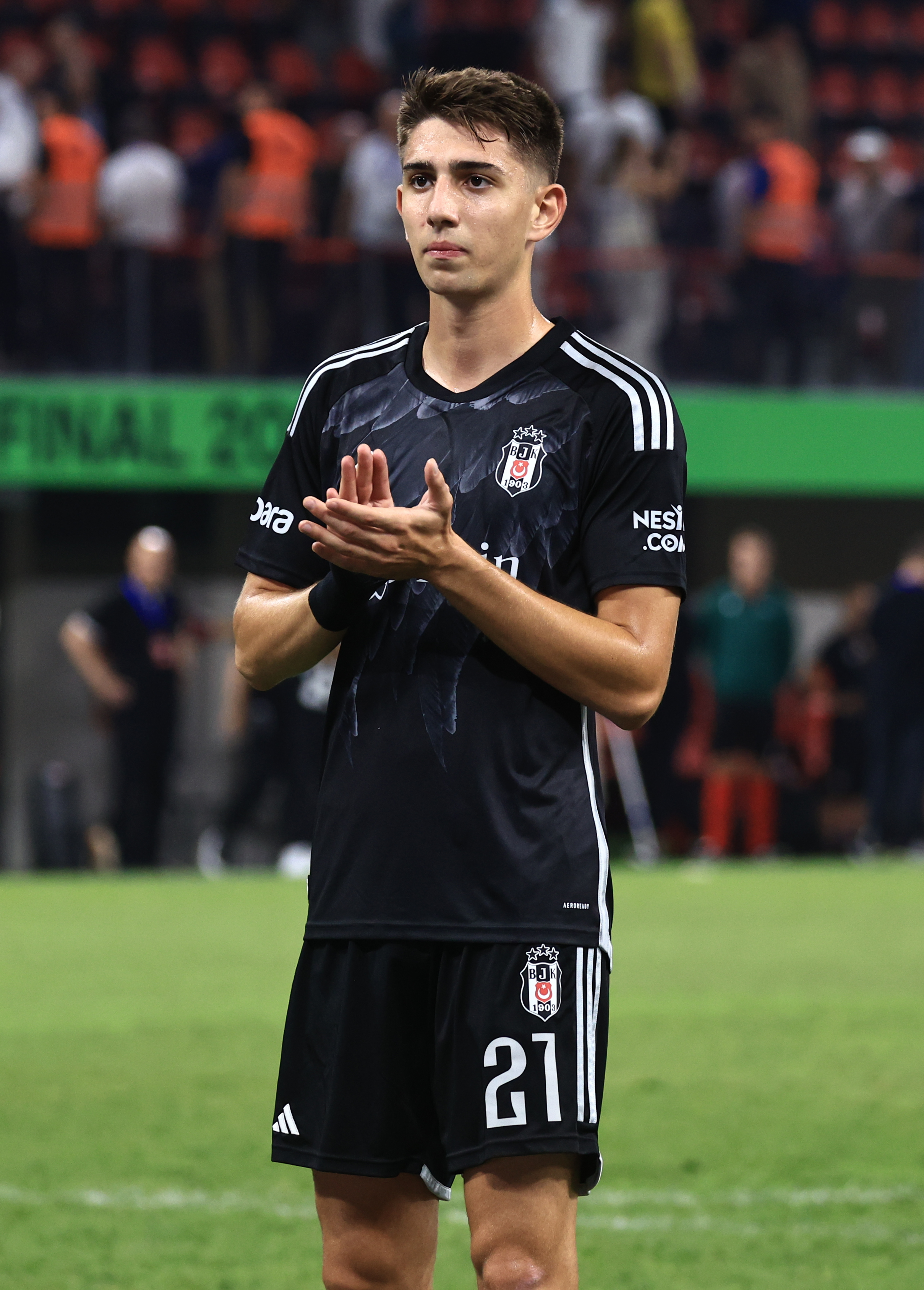
Ege Tıknaz (* 2004)

- Tiknisjan, Nair (* 1999), armenischer Fußballspieler

### Tiko
- Tiko (* 1976), spanischer Fußballspieler
- Tikotchinski, Shlomo (* 1966), israelischer Rabbiner und Historiker
- Tikotin, Felix (1893–1986), deutscher Kunsthändler, Kunstsammler und Museumsgründer

### Tikr
- Tikriti, Barzan Ibrahim at- (1951–2007), irakischer Politiker und Halbbruder Saddam Husseins
- Tikriti, Sabawi Ibrahim at- (1947–2013), irakischer Halbbruder von Saddam Hussein

### Tiks
- Tiks, Mihkel (* 1953), estnischer Schriftsteller, Journalist und ehemaliger Basketballspieler
- Tiksa, Askale (* 1994), äthiopische Geherin

### Tikt
- Tiktin, Abraham (1764–1820), Oberlandesrabbiner in Breslau
- Tiktin, Gedalja (1808–1886), königlicher Landesrabbiner in Schlesien
- Tiktin, Hariton (1850–1936), deutsch-rumänischer Romanist, Rumänist, Grammatiker und Lexikograf
- Tiktin, Salomo (1791–1843), königlicher Landesrabbiner in Schlesien

### Tikv
- Tikvić, Antonio (* 2004), kroatisch-deutscher Fußballspieler

### Tikw
- Tikwa, deutscher Comicautor